# Edwards, Colorado
Edwards är en ort (CDP) i Eagle County, i delstaten Colorado, USA. Enligt United States Census Bureau har orten en folkmängd på 10 266 invånare (2010) och en landarea på 69 km².